# Tetragoneura patagonica
Tetragoneura patagonica är en tvåvingeart som beskrevs av Duret 1976. Tetragoneura patagonica ingår i släktet Tetragoneura och familjen svampmyggor. Inga underarter finns listade i Catalogue of Life.